# 16119 Броннер
16119 Броннер (16119 Bronner) — астероїд головного поясу, відкритий 7 грудня 1999 року.
Тіссеранів параметр щодо Юпітера — 3,522.